# Johann Andreas Schwebel
Johann Andreas Schwebel (portugiesisch João André auch Joam André) (getauft am 21. April 1718 in Altdorf; † 1759 oder 1760 in Lissabon) war ein deutscher Zeichner und Militärarchitekt. Er ist vor allem für seine Feder- und Tuschezeichnungen sowie als Topograf und Kartograf bekannt.

## Leben
Schwebel war ein Sohn des Johann Georg Schwebel, einem einfachen Mühlknecht aus Nürnberg, und dessen Frau Margaret. Er wurde am 21. April 1718 getauft. Er war als Illustrator für historische Werke tätig und wurde 1743 an die Universität Altdorf geschickt, um dort Mathematik zu studieren. In Lissabon wurden mehrere in- und ausländischen Techniker, Ingenieure, Astronomen und Kartografen per Dekret der portugiesischen Regierung vom 19. Oktober 1750 für den Zeitraum von fünf Jahren ernannt, um die Grenzen der Gebiete Südamerikas von denen der Spanischen Krone abzugrenzen. Schwebel war einer der deutschen Militärangehörigen, die König Johann V. von Portugal für eine Expedition verpflichtete. Von 1750 bis 1757 war die Expedition für wissenschaftliche Studien in Portugiesisch-Amerika (im Amazonasgebiet) aktiv. der Kapitän Ingenieur Schwebel fertigte im Jahr 1758 Karten und Ansichten dieses Gebietes. Für ihre Dienste als Kapitän der Infanterie bei der Expedition erhielten Schwebel und zwei weitere deutsche Expeditionsmitglieder, Gaspar João Gerardo de Cronsfeld (oder Gronsfeld) und Carlos Ignacio Reverend, für das Jahr 1751 monatlich je 49800 Reales. Mitte des Jahres 1756 wurde Schwebel von der Tropenkrankheit befallen, so dass er bis Ende 1757 in Belém bleiben musste, wo er die Festungsanlagen inspizierte und zeichnete. 1758 kam er nach Lissabon, wo ihm aufgrund seiner durch die Expedition bedingten Krankheit die Bezüge weiterhin bezahlt wurden. Er führte hier noch einige Arbeiten aus und starb dort um 1759 oder 1760.

## Werke (Auswahl)

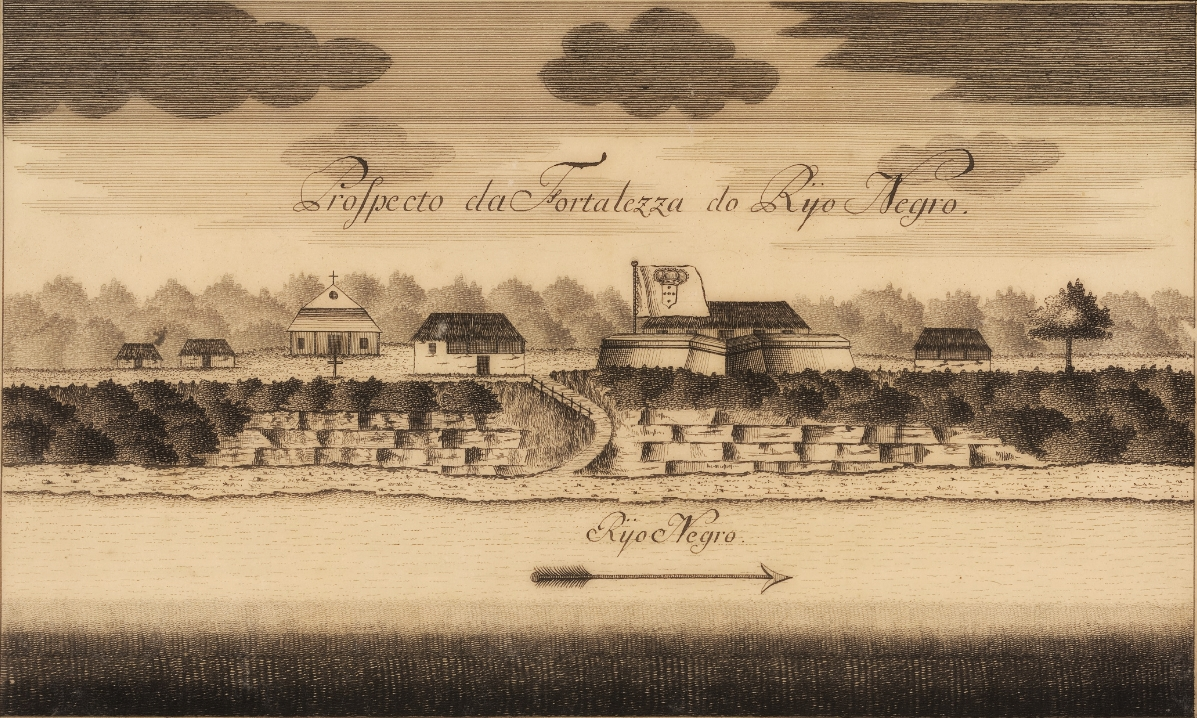
Ansicht der Festung São José da Barra am Rio Negro (1756)

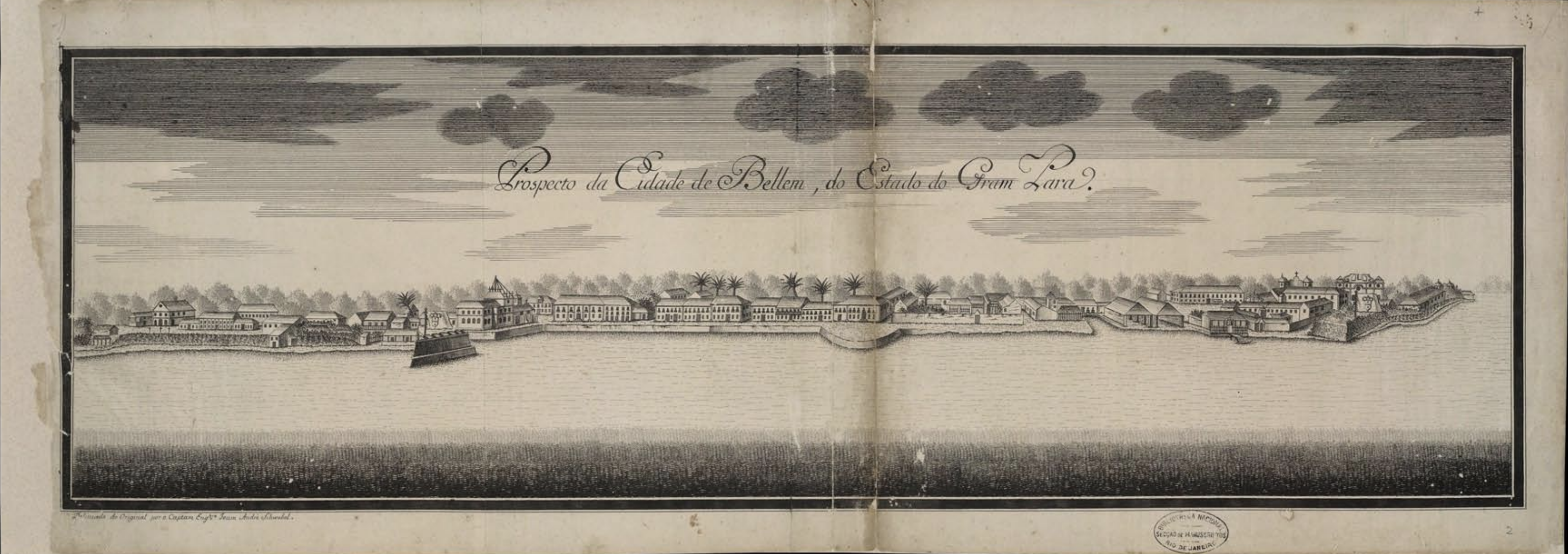
Cidade de Bellem (1758)

- Paul Rapin de Thoyras, Johann Ludwig Brandmüller, Joao André Schwebel, Michael Rössler: Histoire d’Angleterre. Brandmüller, Basel 1740, OCLC 1039050946.
- Antonio de Solís, Marc-Michel Bousquet, François Foppens, Jacques-Antony Chovin, Joao André Schwebel, Robert Daudet: Historia de la conquista de Mexico … Marcos-Miguel Bousquet y Compañia, Brüssel / Lausanne 1741, OCLC 715349732.

Mappenwerk
- Collecçam dos Prospectos das Aldeas, e Lugares etc. da Cidade do Pará the a Aldea de Marina no Rio-negro. Executa das pelo Captam Engenheiro Joam André Schwebel. Anno 1756. 25 Blätter.[4]